# علی ابراهیم پله
علی ابراهیم پله (انگلیسی: Ali Ibrahim Pelé؛ زادهٔ ۱ سپتامبر ۱۹۶۹) بازیکن فوتبال اهل غنا بود.
از باشگاه‌هایی که در آن بازی کرده است می‌توان به باشگاه فوتبال دی گرافشاپ، باشگاه فوتبال پادربورن، باشگاه فوتبال کاراکاس، باشگاه فوتبال غازی عینتاب‌اسپور، باشگاه فوتبال گراس‌هاپر زوریخ، و باشگاه فوتبال وینترتور اشاره کرد.
وی همچنین در تیم ملی فوتبال غنا بازی کرده است.